# Кинг, Энди
Э́ндрю Фи́лип Кинг (англ. Andrew Philip King; род. 29 октября 1988, Барнстапл, Девон), более известный как Э́нди Кинг (англ. Andy King) — валлийский футболист, полузащитник английского клуба «Бристоль Сити». Выступал за национальную сборную Уэльса.
Почти всю свою профессиональную карьеру провёл в «Лестер Сити», сыграв за клуб в трёх высших дивизионах и выиграв каждый из них — первый дивизион (в 2009 году), Чемпионшип (в 2013 году) и премьер-лигу (в 2016 году). Является лучшим бомбардиром «Лестера» среди полузащитников за всю историю.

## Клубная карьера
5 мая 2007 года подписал свой первый профессиональный контракт с «Лестер Сити». Дебютировал в основном составе 2 октября 2007 года в игре против «Вулверхэмптон Уондерерс», а 1 декабря того же года забил свой первый гол в профессиональной карьере в матче против «Саутгемптона», отправив мяч в сетку ворот соперника с 35 ярдов.
21 августа 2008 года продлил свой контракт с клубом на три года. В сезоне 2008/09 забил 9 голов в чемпионате, чем помог «лисам» выиграть Первую лигу и вернуться в Чемпионшип. В апреле 2009 года он был признан лучшим молодым игроком сезона в «Лестере».
В сезоне 2009/10 Кинг вновь удостоился похвалы за свою игру и был признан лучшим игроком года по версии одноклубников (наряду с Джеком Хоббсом).
В сезоне 2010/11 Кинг стал лучшим бомбардиром команды, забив 16 мячей во всех турнирах (из них 15 — в лиге). 15 апреля 2011 года он продлил контракт с клубом до 2015 года. Три дня спустя он был включён в состав «команды года» в Чемпионшипе по версии ПФА, а затем вновь был признан лучшим игроком сезона по версии одноклубников.
В сезоне 2011/12 результативность Кинга снизилась: он забил лишь 4 мяча в 32 матчах.
В сезоне 2012/13 Энди вновь набрал былую форму, забив 7 голов в 48 матчах. «Лестер» занял 6-е место в Чемпионшипе, что гарантировало участие в плей-офф за выход в Премьер-лигу, однако в полуфинале плей-офф «лисы» уступили «Уотфорду».
В сезоне 2013/14 Кинг не всегда попадал в основной состав команды из-за отличной формы пары центральных полузащитников Мэтти Джеймса и Дэнни Дринкуотера. 1 апреля 2014 года Энди забил свой 54-й гол за «лис», став лучшим бомбардиром клуба среди полузащитников. По итогам сезона «Лестер Сити» вышел в Премьер-лигу.
16 августа 2014 года Энди Кинг дебютировал в Премьер-лиге, сыграв все 90 минут встречи против «Эвертона». 29 октября Кинг продлил свой контракт с «Лестером» на четыре года, до 2018 года. 29 апреля 2015 года сыграл свой 300-ю игру за клуб в матче против «Челси».
29 июля Кинг продлил действующее соглашение с «Лестер Сити» до 2020 года
15 января присоединился к клубу английского Чемпионшипа «Хаддерсфилд Таун» на правах аренды до конца сезона 2019/20.
5 января 2021 года до конца сезона был отдан в аренду в бельгийский клуб «Ауд-Хеверле Лёвен», в котором сыграл только 1 матч в национальном чемпионате.
2 июля 2021 года Кинг подписал однолетний контракт с клубом «Бристоль Сити».

## Карьера в сборной
Хотя Энди родился в Англии, его дедушка был валлийцем, и Кинг решил выступать за сборную Уэльса. Он выступал за сборные Уэльса до 19 и до 21 года. В мае 2009 года был вызван в первую сборную Уэльса на товарищескую игру против сборной Эстонии. 29 мая дебютировал за сборную, заменив Чеда Эванса в концовке игры против Эстонии. 11 августа 2010 года Энди забил свой первый гол за сборную в игре против Люксембурга.

## Достижения

### Клубные
- Победитель Первой Футбольной лиги: 2008/09
- Победитель Чемпионшипа: 2013/14
- Чемпион Премьер-лиги: 2015/16

### Индивидуальные
- Включён в «команду года» Чемпионшипа: 2010/11
- Молодой игрок года в «Лестер Сити»: 2008/09
- Игрок года в «Лестер Сити» по версии игроков: 2009/10 (совместная победа), 2010/11
- Лучший бомбардир «Лестер Сити» в сезоне: 2010/11 (16 голов)
- Лучший бомбардир в истории «Лестер Сити» среди полузащитников[12]: 57 голов
- Наибольшее количество матчей за сборную Уэльса в качестве игрока «Лестер Сити»